# Henriettea saldanhae
Henriettea saldanhae é uma espécie de planta do gênero Henriettea e da família Melastomataceae.

## Taxonomia
A espécie foi descrita em 1888 por Alfred Cogniaux.
Os seguintes sinônimos já foram catalogados:  
- Henriettea glazioviana  Cogn.
- Henriettea glazioviana verruculosa  Cogn.
- Henriettea gomesii  Brade
- Henriettea saldanhaei  Cogn.

## Forma de vida
É uma espécie terrícola, arbustiva e arbórea.

## Descrição
| Raiz           | Raiz |
| -------------- | --- |
| forma da raiz  | axial ou pivotante/não axial |
| Caule          | |
| ramo da planta | semi-cilíndrico |
| Folha          | |
| ápice          | obtuso/arredondado à acuminado |
| folha          | peciolada |
| lâmina foliar  | elíptica/estreita obovada/estreita lanceada à linear |
| base           | arredondada/largamente aguda/atenuada à arredondada |
| margem         | ciliada/crenulada |
| nervação       | 5 nervura acródroma par marginal basal par interno 1 à 4 milímetros suprabasal/3 nervura acródroma 1 par marginal basal uninérvea/3 nervura acródroma 1 par marginal basal |
| Flor           | |
| hipanto        | campanulado |
| cálice         | lobo interno oblato/lobo externo denticulado apiculado |
| pétala         | alvo rosado à lilás/obovada/ápice redondo/ápice emarginado |
| estame         | igual em tamanho e forma/antera alvo à lilás/antera obtusa/conectivo não prolongado/apêndice dorso lateral bilobado                                                        |
| ovário         | parcialmente adnato ao hipanto/5 loculicida |
| Fruto          | |
| tipo           | globoso à urceolado/bacáceo |
| Semente        | |
| forma          | oblonga |

## Conservação
A espécie faz parte da Lista Vermelha das espécies ameaçadas do estado do Espírito Santo, no sudeste do Brasil. A lista foi publicada em 13 de junho de 2005 por intermédio do decreto estadual nº 1.499-R.

## Distribuição
A espécie é encontrada nos estados brasileiros de Espírito Santo, Pernambuco, Rio de Janeiro e São Paulo.
Em termos ecológicos, é encontrada no domínio fitogeográfico de Mata Atlântica, em regiões com vegetação de floresta ombrófila pluvial.